# Xmonad

Xmonad est un gestionnaire de fenêtres

xmonad est un gestionnaire de fenêtres par pavage pour le système X Window écrit, configurable et extensible en Haskell. Son nom est composé de X pour X Window et de Monad (en français monade), qui est une structure de donnée très utilisée en Haskell.